# Vignely
Vignely est une commune française située dans le département de Seine-et-Marne en région Île-de-France.

## Géographie

### Localisation

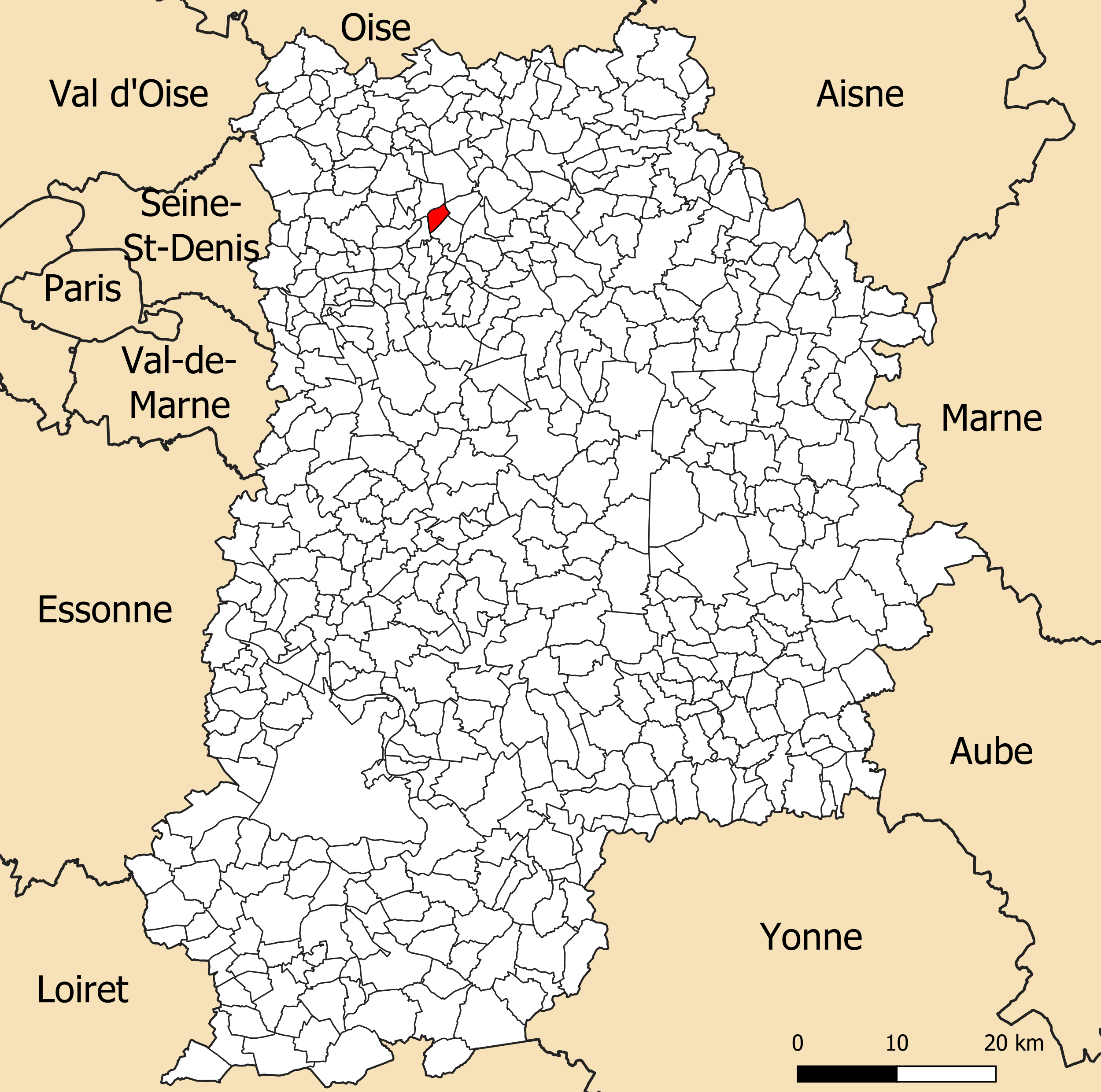
Localisation de la commune de Vignely dans le département de Seine-et-Marne.

Vignely est située à 8 km au sud-ouest de Meaux.

### Communes limitrophes
| Trilbardou | Chauconin-Neufmontiers | Villenoy           |
|            | Vignely                |                    |
| Lesches    |                        | Isles-lès-Villenoy |

### Géologie et relief
L'altitude de la commune varie de 42 mètres à 84 mètres pour le point le plus haut, le centre du bourg se situant à environ 47 mètres d'altitude (mairie). Elle est classée en zone de sismicité 1, correspondant à une sismicité très faible.

### Hydrographie

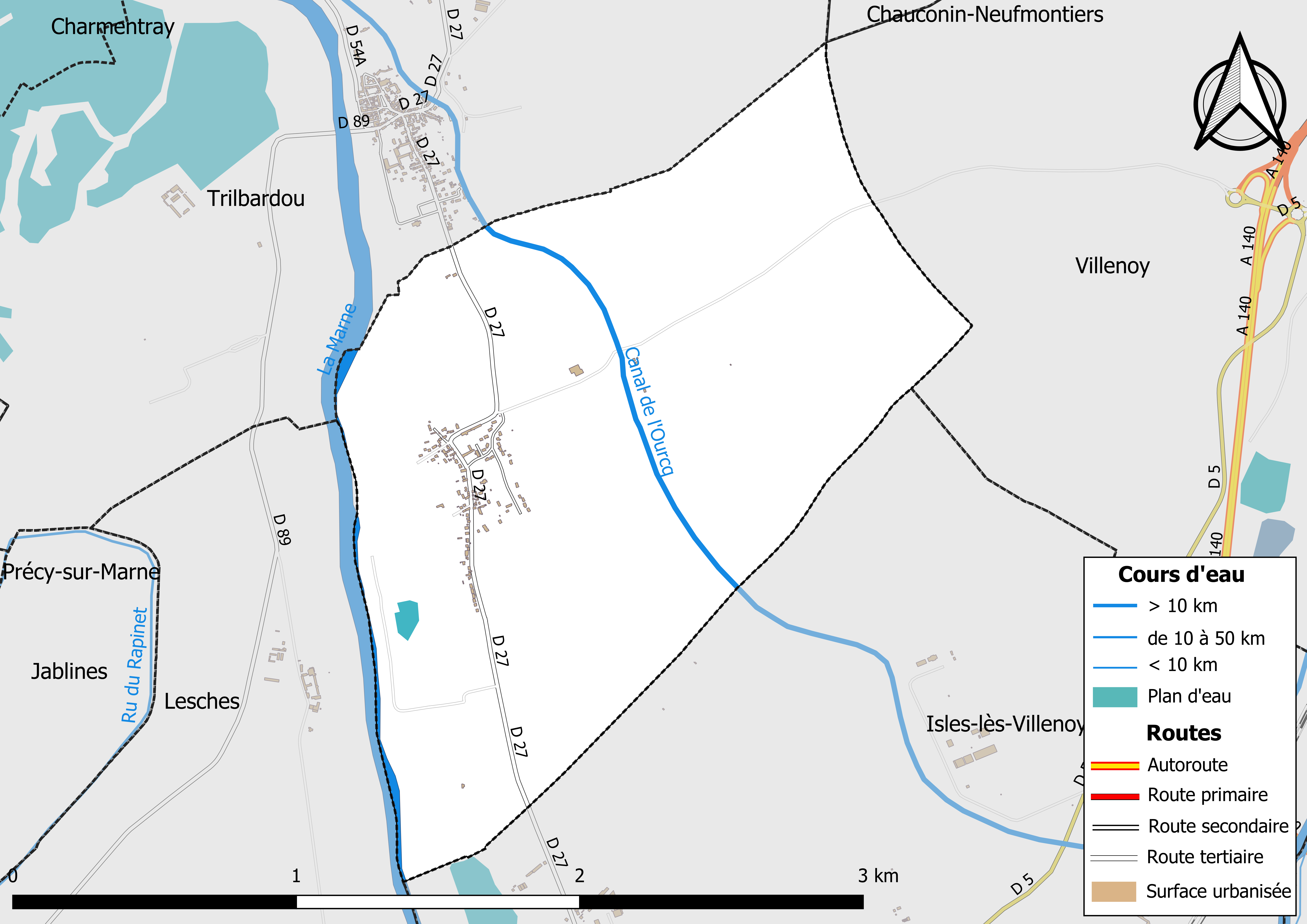
Carte des réseaux hydrographique et routier de Vignely.

Le réseau hydrographique de la commune se compose de deux cours d'eau référencés :
- la Marne, rivière longue de 514,26 km[3], principal affluent de la Seine, en bordure sud-ouest de la commune ;
- le canal de l'Ourcq, long de 96,55 km[4].

La longueur totale des cours d'eau sur la commune est de 3,14 km.

### Climat
Pour des articles plus généraux, voir Climat de l'Île-de-France et Climat de Seine-et-Marne.
En 2010, le climat de la commune est de type climat océanique dégradé des plaines du Centre et du Nord, selon une étude du CNRS s'appuyant sur une série de données couvrant la période 1971-2000. En 2020, Météo-France publie une typologie des climats de la France métropolitaine dans laquelle la commune est exposée à un climat océanique altéré et est dans la région climatique Nord-est du bassin Parisien, caractérisée par un ensoleillement médiocre, une pluviométrie moyenne régulièrement répartie au cours de l’année et un hiver froid (3 °C).
Pour la période 1971-2000, la température annuelle moyenne est de 11,3 °C, avec une amplitude thermique annuelle de 15,2 °C. Le cumul annuel moyen de précipitations est de 707 mm, avec 10,9 jours de précipitations en janvier et 7,5 jours en juillet. Pour la période 1991-2020, la température moyenne annuelle observée sur la station météorologique la plus proche, située sur la commune de Torcy à 15 km à vol d'oiseau, est de 12,1 °C et le cumul annuel moyen de précipitations est de 716,4 mm,. Pour l'avenir, les paramètres climatiques de la commune estimés pour 2050 selon différents scénarios d'émission de gaz à effet de serre sont consultables sur un site dédié publié par Météo-France en novembre 2022.

### Milieux naturels et biodiversité

#### Réseau Natura 2000

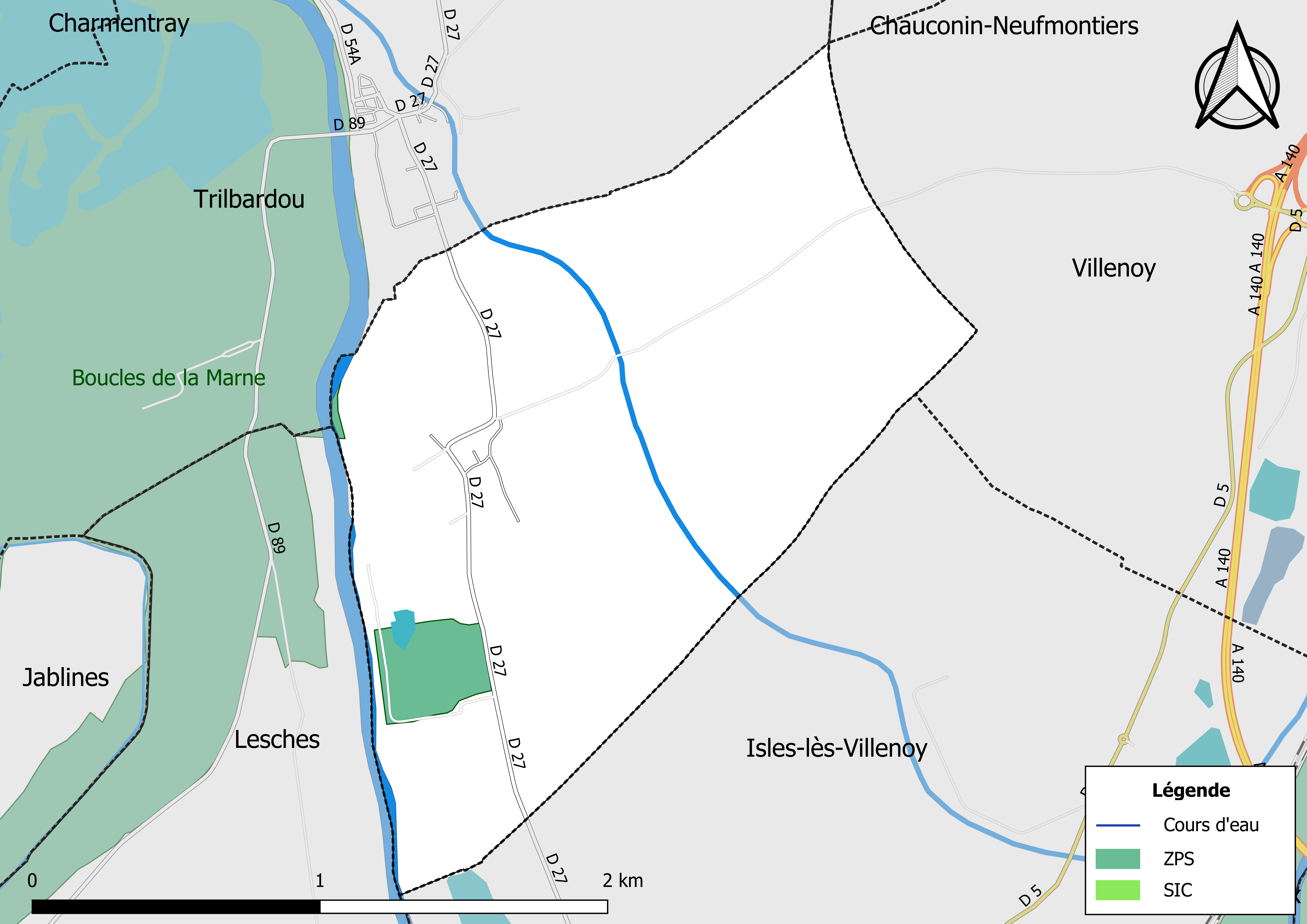
Sites Natura 2000 sur le territoire communal.

Le réseau Natura 2000 est un réseau écologique européen de sites naturels d’intérêt écologique élaboré à partir des Directives « Habitats » et « Oiseaux ». Ce réseau est constitué de Zones spéciales de conservation (ZSC) et de Zones de protection spéciale (ZPS). Dans les zones de ce réseau, les États Membres s'engagent à maintenir dans un état de conservation favorable les types d'habitats et d'espèces concernés, par le biais de mesures réglementaires, administratives ou contractuelles.
Un  site Natura 2000 a été défini sur la commune au titre de la « directive Oiseaux », :  
- les « Boucles de la Marne », d'une superficie de 2 641 ha, un lieu refuge pour une population d’Œdicnèmes criards d’importance régionale qui subsiste malgré la détérioration des milieux[14],[15].

#### Zones naturelles d'intérêt écologique, faunistique et floristique

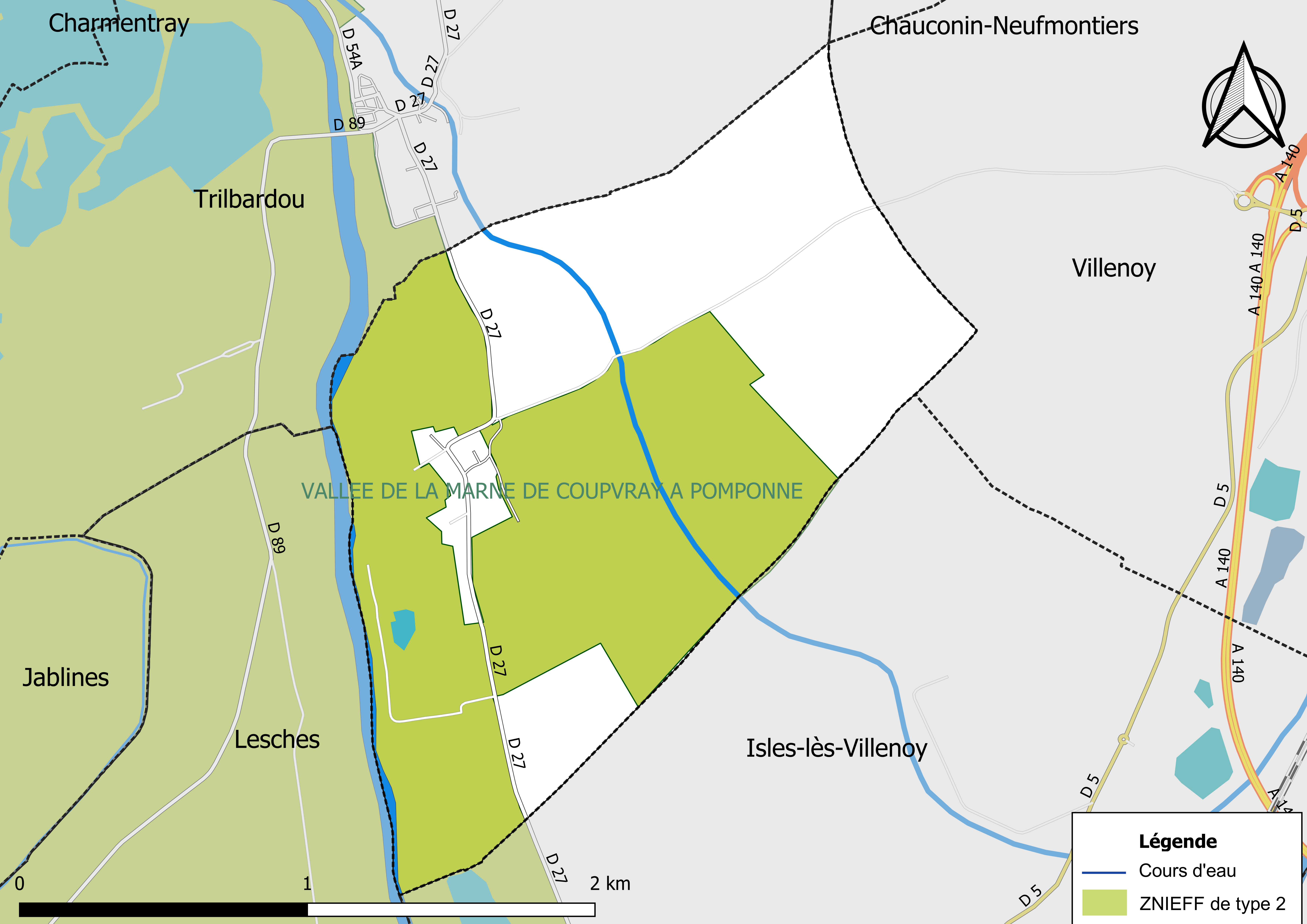
Carte des ZNIEFF de type 2 localisées sur la commune.

L’inventaire des zones naturelles d'intérêt écologique, faunistique et floristique (ZNIEFF) a pour objectif de réaliser une couverture des zones les plus intéressantes sur le plan écologique, essentiellement dans la perspective d’améliorer la connaissance du patrimoine naturel national et de fournir aux différents décideurs un outil d’aide à la prise en compte de l’environnement dans l’aménagement du territoire.
Le territoire communal de Vignely comprend une ZNIEFF de type 2,,, 
la « vallée de la Marne de Coupvray à Pomponne » (3 619,57 ha), couvrant 17 communes du département.

## Urbanisme

### Typologie
Au 1er janvier 2024, Vignely est catégorisée commune rurale à habitat dispersé, selon la nouvelle grille communale de densité à sept niveaux définie par l'Insee en 2022.
Elle est située hors unité urbaine. Par ailleurs la commune fait partie de l'aire d'attraction de Paris, dont elle est une commune de la couronne,. Cette aire regroupe 1 929 communes,.

### Lieux-dits et écarts
La commune compte 16 lieux-dits administratifs répertoriés consultables ici (source : le fichier Fantoir).

### Occupation des sols
L'occupation des sols de la commune, telle qu'elle ressort de la base de données européenne d’occupation biophysique des sols Corine Land Cover (CLC), est marquée par l'importance des territoires agricoles (99,7 % en 2018), en augmentation par rapport à 1990 (72,5 %). La répartition détaillée en 2018 est la suivante : 
terres arables (82% ), zones agricoles hétérogènes (17,7% ), zones urbanisées (0,3 %).
Parallèlement, L'Institut Paris Région, agence d'urbanisme de la région Île-de-France, a mis en place un inventaire numérique de l'occupation du sol de l'Île-de-France, dénommé le MOS (Mode d'occupation du sol), actualisé régulièrement depuis sa première édition en 1982. Réalisé à partir de photos aériennes, le Mos distingue les espaces naturels, agricoles et forestiers mais aussi les espaces urbains (habitat, infrastructures, équipements, activités économiques, etc.) selon une classification pouvant aller jusqu'à 81 postes, différente de celle de Corine Land Cover,,. L'Institut met également à disposition des outils permettant de visualiser par photo aérienne l'évolution de l'occupation des sols de la commune entre 1949 et 2018.

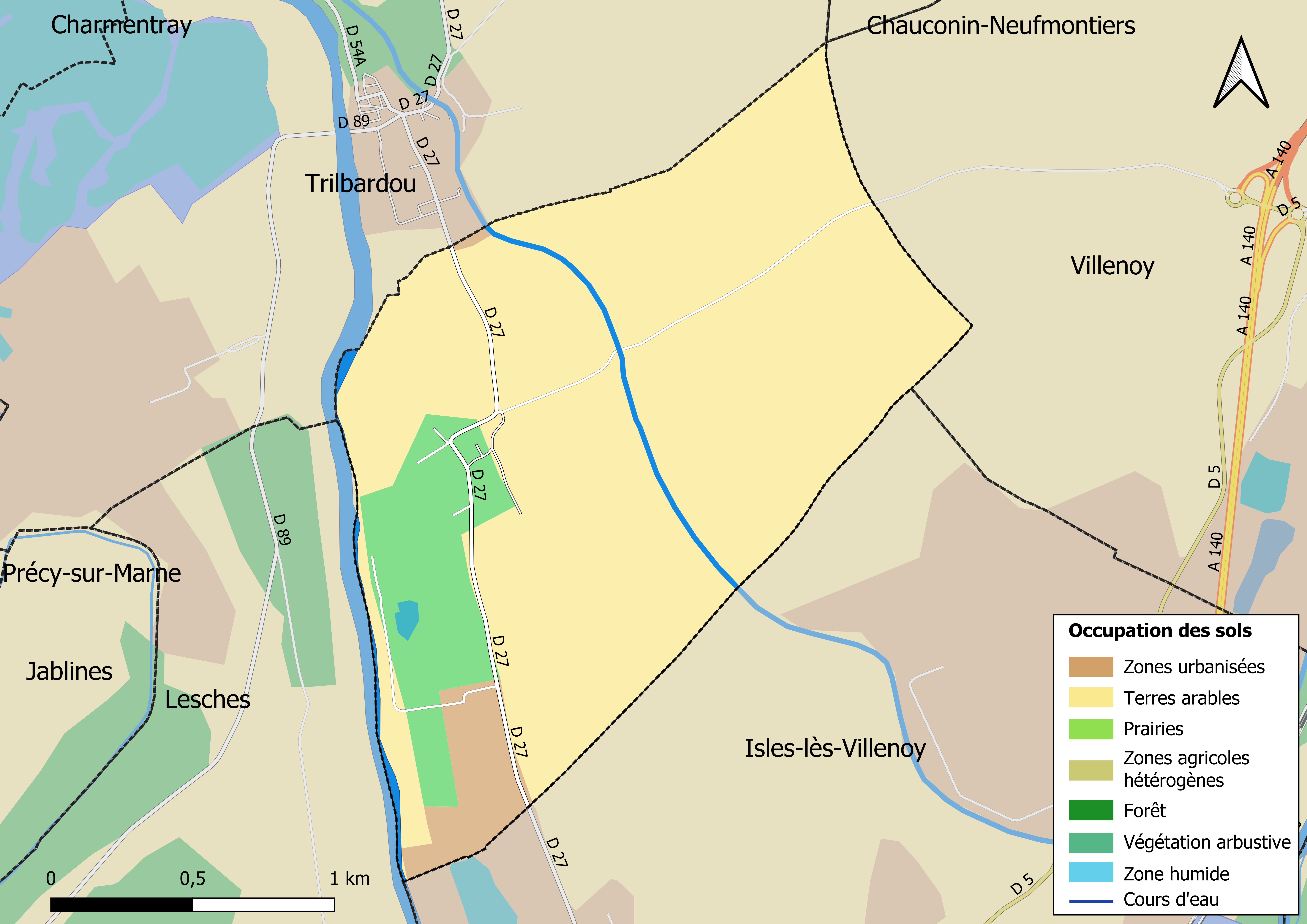
Carte des infrastructures et de l'occupation des sols en 2018 (CLC) de la commune.
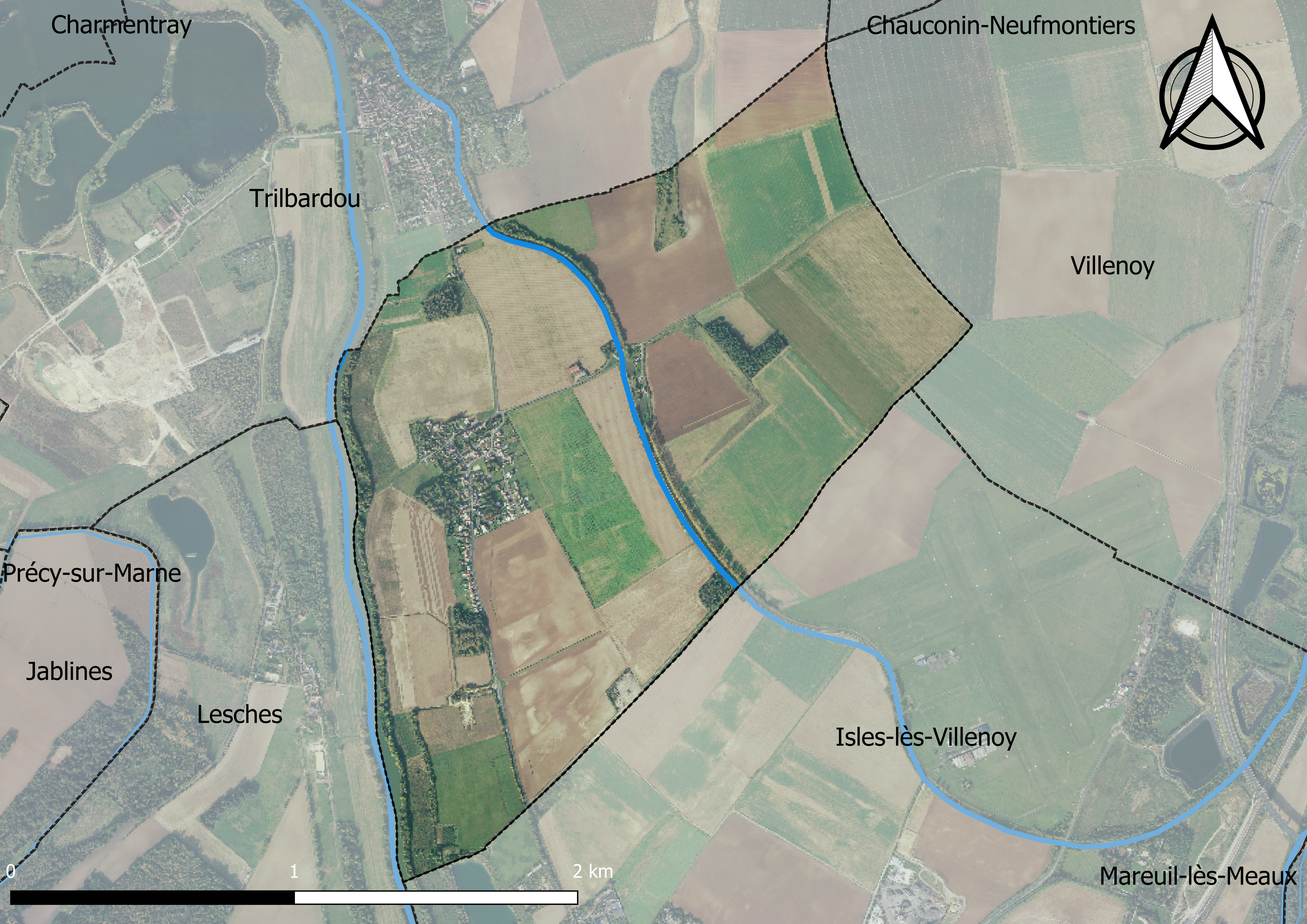
Carte orhophotogrammétrique de la commune.

### Planification
La commune disposait en 2019 d'un plan local d'urbanisme approuvé. Le zonage réglementaire et le règlement associé peuvent être consultés sur le Géoportail de l'urbanisme.

### Logement
En 2016, le nombre total de logements dans la commune était de 117, dont 90,6 % de maisons et 8,5 % d'appartements.
Parmi ces logements, 94 % étaient des résidences principales, 1,7 % des résidences secondaires et 4,3 % des logements vacants.
La part des ménages fiscaux propriétaires de leur résidence principale s'élevait à 86,4 % contre 10,9 % de locataires et 2,7 % logés gratuitement.

### Voies de communication et transports

#### Transports
La commune est desservie par la ligne L (Trilbardou – Esbly) du réseau de bus Meaux et Ourcq.

## Toponymie
Le nom de la localité est mentionné sous les formes Veneliacum en 1188 ; Venilliacum en 1513.
Le toponyme évoque la vigne.

## Histoire
Le village n'est pas mentionné avant le XIIe siècle.
L'évêque de Meaux Hildevert en aurait fondé l'église au VIIe siècle (d'après la tradition locale).

## Politique et administration

### Rattachements administratifs et électoraux
Rattachements administratifs
La commune se trouve dans le département de la Seine-et-Marne.
Elle faisait partie de 1793 à 1962 du canton de Claye-Souilly, année où elle intègre le canton de Meaux. En 1975, ce canton est scindé et Vignely est intégré au canton de Meaux-Sud. Dans le cadre du redécoupage cantonal de 2014 en France, cette circonscription administrative territoriale a disparu, et le canton n'est plus qu'une circonscription électorale.
Rattachements électoraux
Pour les élections départementales, la commune fait partie depuis 2014 d'un nouveau canton de Claye-Souilly
Pour l'élection des députés, elle fait partie de la sixième circonscription de Seine-et-Marne.

### Intercommunalité
Vignely est membre de la communauté d'agglomération du pays de Meaux, un établissement public de coopération intercommunale (EPCI) à fiscalité propre créé en 2003 et auquel la commune avait transféré un certain nombre de ses compétences, dans les conditions déterminées par le code général des collectivités territoriales. Lors de la création de l'intercommunalité, Vignely avait fait part de son souhait de ne pas la rejoindre.

### Liste des maires
| Période                                  | Période                       | Identité             | Étiquette | Qualité                                                                           |
| ---------------------------------------- | ----------------------------- | -------------------- | --------- | --------------------------------------------------------------------------------- |
| Les données manquantes sont à compléter. |                               |                      |           |                                                                                   |
| 2001                                     | décembre 2006                 | Joëlle Moreau        |           | Démissionnaire                                                                    |
| Les données manquantes sont à compléter. |                               |                      |           |                                                                                   |
| mars 2008                                | 2014                          | Jean Claude Marchand |           |                                                                                   |
| mars 2014                                | En cours (au 2 décembre 2020) | Jean Piat            |           | Vice-président de la CA du Pays de Meaux (2020 → ) Réélu pour le mandat 2020-2026 |

## Équipements et services

### Eau et assainissement
L’organisation de la distribution de l’eau potable, de la collecte et du traitement des eaux usées et pluviales relève des communes. La loi NOTRe de 2015 a accru le rôle des EPCI à fiscalité propre en leur transférant cette compétence. Ce transfert devait en principe être effectif au 1er janvier 2020, mais la loi Ferrand-Fesneau du 3 août 2018 a introduit la possibilité d’un report de ce transfert au 1er janvier 2026,.

#### Assainissement des eaux usées
En 2020, la gestion du service d'assainissement collectif de la commune de Vignely est assurée par  le CA du Pays de Meaux (CAPM) pour la collecte, le transport et la dépollution. Ce service est géré en délégation par une entreprise privée, dont le contrat arrive à échéance le 30 juin 2022,,.
L’assainissement non collectif (ANC) désigne les installations individuelles de traitement des eaux domestiques qui ne sont pas desservies par un réseau public de collecte des eaux usées et qui doivent en conséquence traiter elles-mêmes leurs eaux usées avant de les rejeter dans le milieu naturel. Le CA du Pays de Meaux (CAPM)La commune assure le service public d'assainissement non collectif (SPANC), qui a pour mission de vérifier la bonne exécution des travaux de réalisation et de réhabilitation, ainsi que le bon fonctionnement et l’entretien des installations,.

#### Eau potable
En 2020, l'alimentation en eau potable est assurée par le SMAEP de Thérouanne, Marne et Morin (TMM) qui en a délégué la gestion à la SAUR, dont le contrat expire le 30 juin 2023,,.
Les nappes de Beauce et du Champigny sont classées en zone de répartition des eaux (ZRE), signifiant un déséquilibre entre les besoins en eau et la ressource disponible. Le changement climatique est susceptible d’aggraver ce déséquilibre. Ainsi afin de renforcer la garantie d’une distribution d’une eau de qualité en permanence sur le territoire du département, le troisième Plan départemental de l’eau signé, le 3 octobre 2017, contient un plan d’actions afin d’assurer avec priorisation la sécurisation de l’alimentation en eau potable des Seine-et-Marnais. A cette fin a été préparé et publié en décembre 2020 un schéma départemental d’alimentation en eau potable de secours dans lequel huit secteurs prioritaires sont définis. La commune fait partie du secteur Meaux.

## Population et société

### Démographie
L'évolution du nombre d'habitants est connue à travers les recensements de la population effectués dans la commune depuis 1793. Pour les communes de moins de 10 000 habitants, une enquête de recensement portant sur toute la population est réalisée tous les cinq ans, les populations de référence des années intermédiaires étant quant à elles estimées par interpolation ou extrapolation. Pour la commune, le premier recensement exhaustif entrant dans le cadre du nouveau dispositif a été réalisé en 2006.

En 2022, la commune comptait 323 habitants, en évolution de +4,19 % par rapport à 2016 (Seine-et-Marne : +3,92 %, France hors Mayotte : +2,11 %).
| 1793 | 1800 | 1806 | 1821 | 1831 | 1836 | 1841 | 1846 | 1851 |
| ---- | ---- | ---- | ---- | ---- | ---- | ---- | ---- | ---- |
| 104  | 121  | 123  | 98   | 104  | 101  | 102  | 102  | 104  |

| 1856 | 1861 | 1866 | 1872 | 1876 | 1881 | 1886 | 1891 | 1896 |
| ---- | ---- | ---- | ---- | ---- | ---- | ---- | ---- | ---- |
| 95   | 107  | 106  | 107  | 110  | 92   | 107  | 89   | 83   |

| 1901 | 1906 | 1911 | 1921 | 1926 | 1931 | 1936 | 1946 | 1954 |
| ---- | ---- | ---- | ---- | ---- | ---- | ---- | ---- | ---- |
| 84   | 76   | 80   | 63   | 90   | 81   | 94   | 70   | 91   |

| 1962 | 1968 | 1975 | 1982 | 1990 | 1999 | 2006 | 2011 | 2016 |
| ---- | ---- | ---- | ---- | ---- | ---- | ---- | ---- | ---- |
| 106  | 122  | 124  | 138  | 137  | 159  | 230  | 260  | 310  |

| 2021 | 2022 | - | - | - | - | - | - | - |
| ---- | ---- | - | - | - | - | - | - | - |
| 318  | 323  | - | - | - | - | - | - | - |

## Économie

### Revenus de la population et fiscalité
En 2018, le nombre de ménages fiscaux de la commune était de 107, représentant 313 personnes et la  médiane du revenu disponible par unité de consommation  de 26 630 euros.

### Emploi
En 2017 , le nombre total d’emplois dans la zone était de 21, occupant 152 actifs  résidants.
Le taux d'activité de la population (actifs ayant un emploi) âgée de 15 à 64 ans s'élevait à 74,5 % contre un taux de chômage de 3,9 %. 
Les 21,6 % d’inactifs se répartissent de la façon suivante : 8,3 % d’étudiants et stagiaires non rémunérés, 7,4 % de retraités ou préretraités et 5,9 % pour les autres inactifs.

### Secteurs d'activité

#### Entreprises et commerces
En 2018, le nombre d'établissements actifs était de 19 dont 2 dans l’industrie manufacturière, industries extractives et autres, 3 dans la construction, 3 dans le commerce de gros et de détail, transports, hébergement et restauration,1 dans l’Information et communication, 5 dans les activités financières et d'assurance, 1 dans les activités immobilières, 1 dans les activités spécialisées, scientifiques et techniques et activités de services administratifs et de soutien, 2 dans l’administration publique, enseignement, santé humaine et action sociale et 1  était relatif aux autres activités de services.
En 2019, 5 entreprises ont été créées sur le territoire de la commune, dont 4 individuelles.
Au 1er janvier 2021, la commune ne disposait pas d’hôtel et de terrain de camping.
- Carrière de sable et de gravier.

### Agriculture
Vignely est dans la petite région agricole dénommée les « Vallées de la Marne et du Morin », couvrant les vallées des deux rivières, en limite de la Brie. En 2010, aucune orientation technico-économique de l'agriculture ne se dégage sur la commune.
Si la productivité agricole de la Seine-et-Marne se situe dans le peloton de tête des départements français, le département enregistre un double phénomène de disparition des terres cultivables (près de 2 000 ha par an dans les années 1980, moins dans les années 2000) et de réduction d'environ 30 % du nombre d'agriculteurs dans les années 2010. Cette tendance se retrouve au niveau de la commune où le nombre d’exploitations est passé de 1 en 1988 à 0 en 2010.
Le tableau ci-dessous présente les principales caractéristiques des exploitations agricoles de Vignely, observées sur une période de 22 ans : 
|                                      | 1988 | 2000 | 2010 |
| ------------------------------------ | ---- | ---- | ---- |
| Dimension économique,                |      |      |      |
| Nombre d’exploitations (u)           | 1    | 0    | 0    |
| Travail (UTA)                        | 2    | 0    | 0    |
| Surface agricole utilisée (ha)       | 232  | 0    | 0    |
| Cultures                             |      |      |      |
| Terres labourables (ha)              | s    | 0    | 0    |
| Céréales (ha)                        | s    |      |      |
| dont blé tendre (ha)                 | s    |      |      |
| dont maïs-grain et maïs-semence (ha) | s    |      |      |
| Tournesol (ha)                       | 0    |      |      |
| Colza et navette (ha)                | s    |      |      |
| Élevage                              |      |      |      |
| Cheptel (UGBTA)                      | 0    | 0    |      |

## Culture locale et patrimoine

### Lieux et monuments
- L'église placée sous le vocable de Saint-Hildevert, XVIIe et XVIIIe siècles, contient une cloche et une sculpture (pierre tombale de saint Hildevert) classés au titre d'objet[55],[56].
- Les berges du canal de l'Ourcq et l'écluse de Vignely.
- La rivière la Marne.

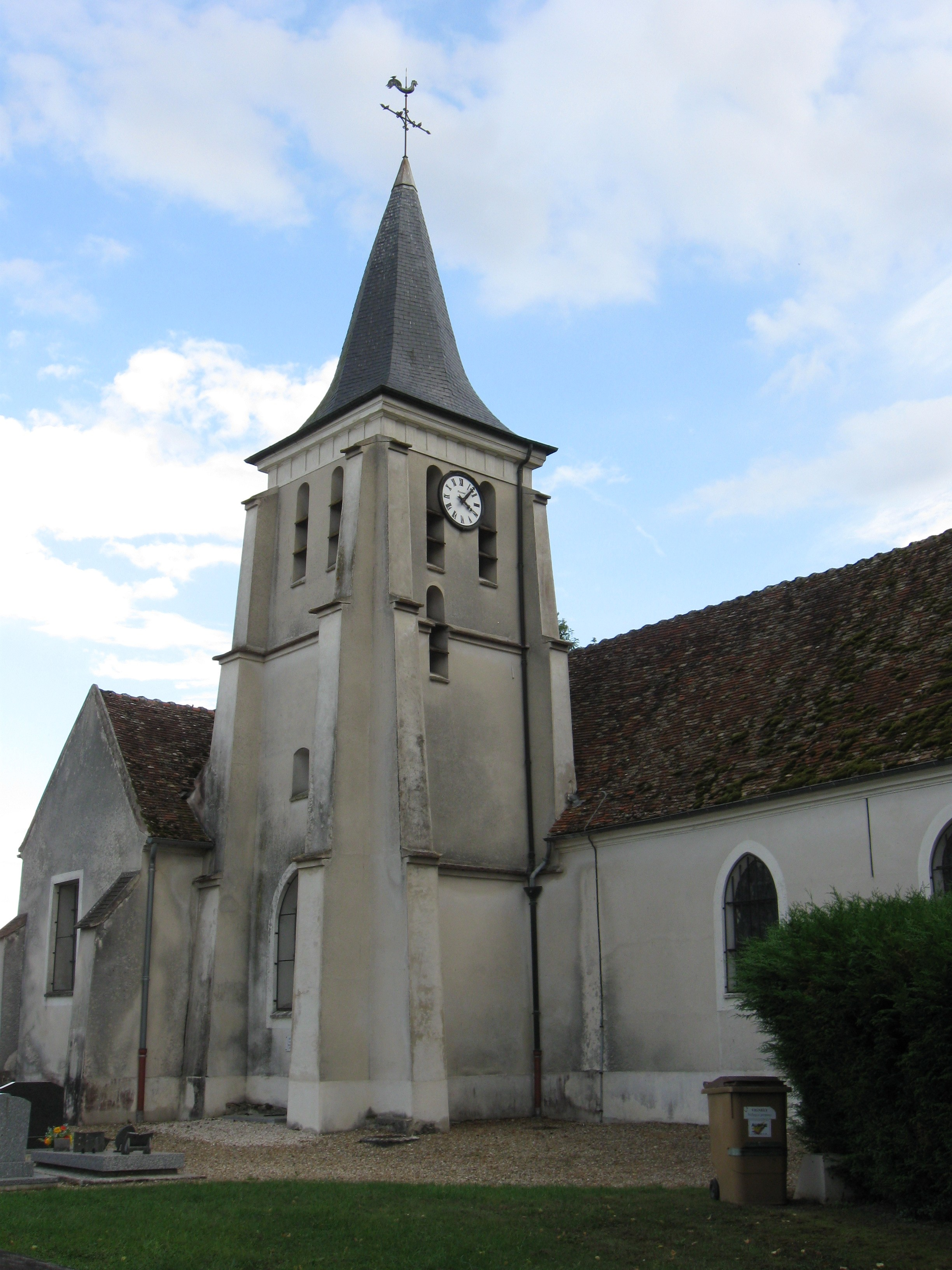
L'église Saint-Hildevert
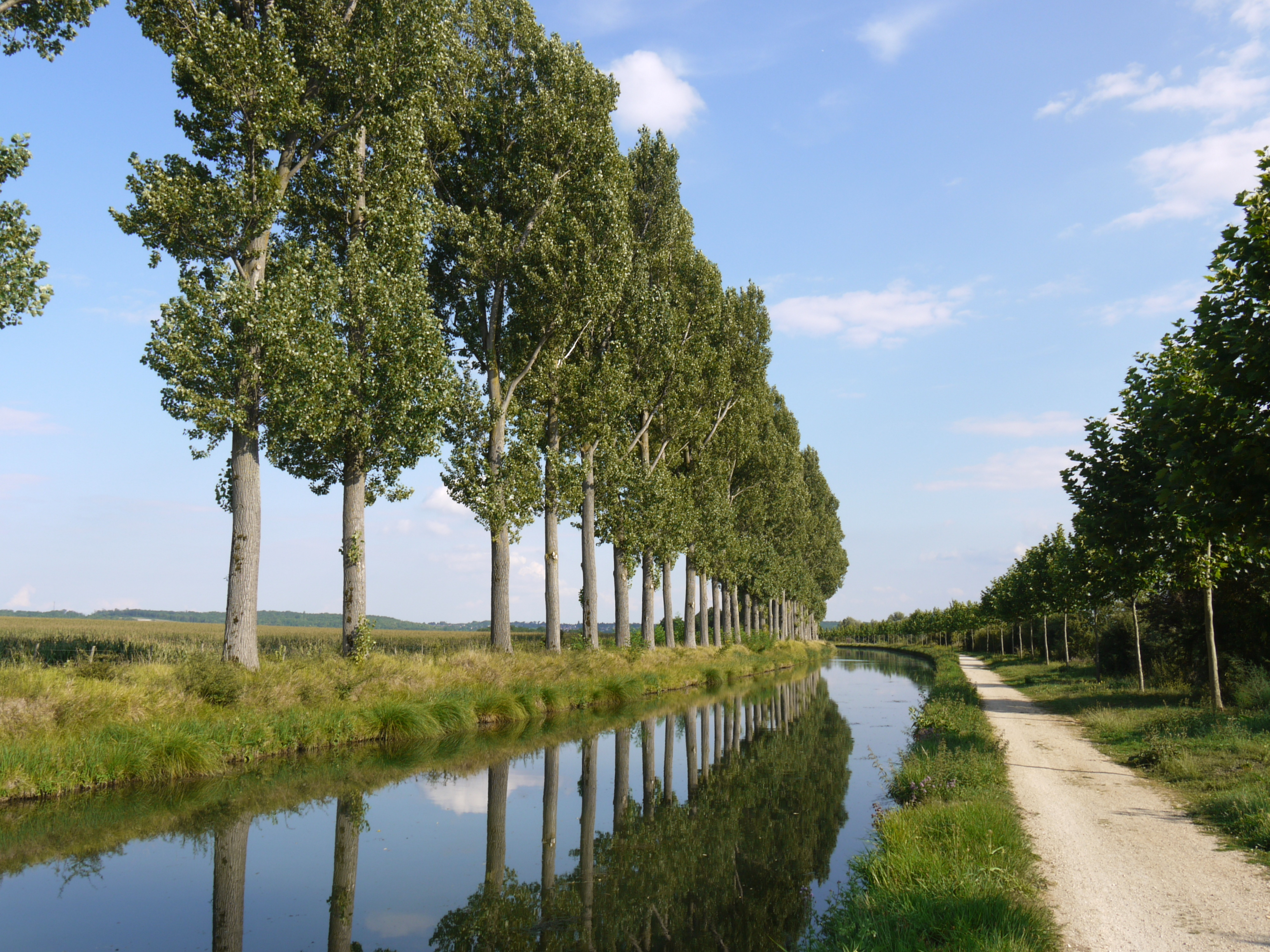
Le canal de l'Ourcq près de Vignely
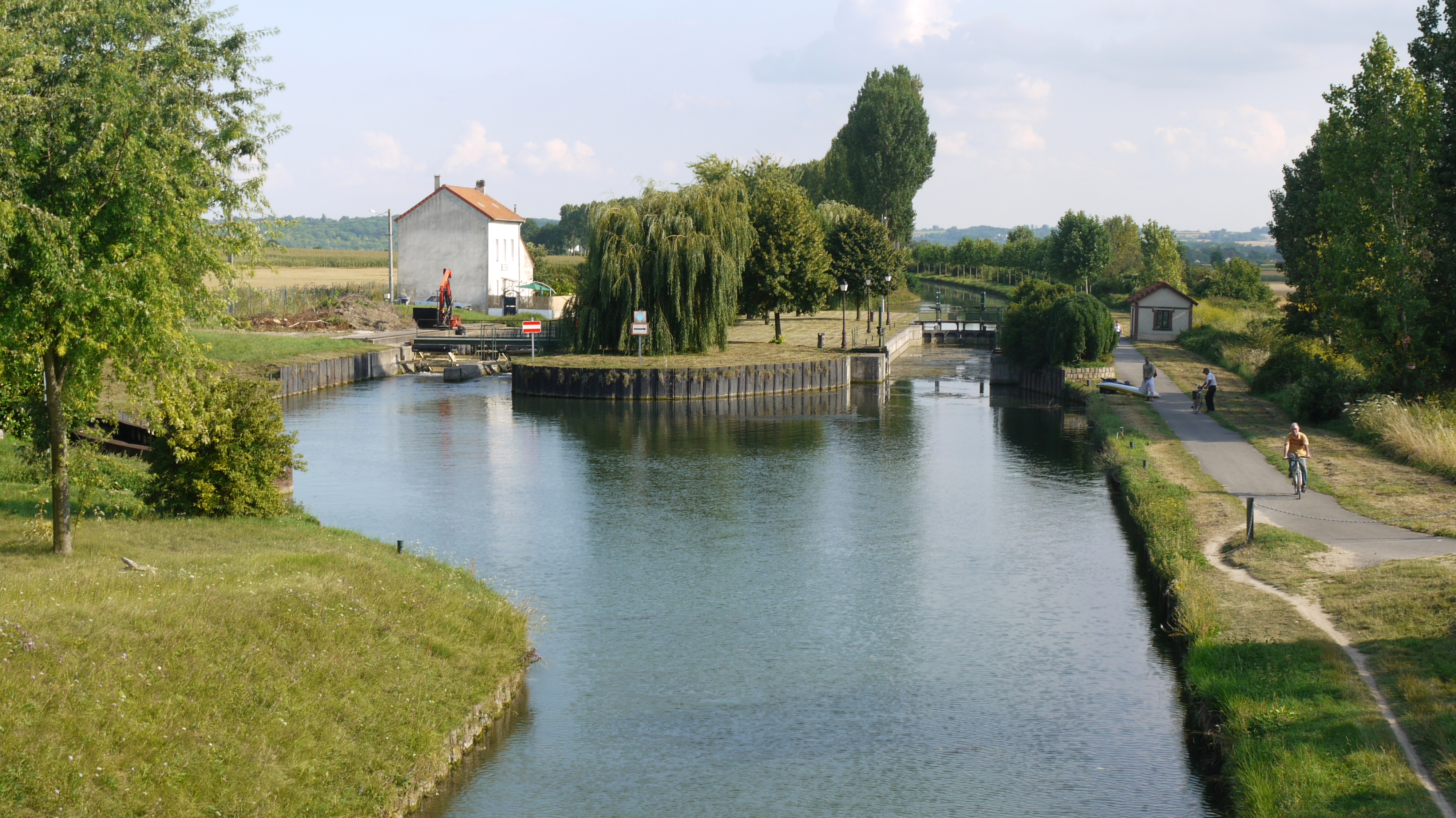
L'écluse sur le canal de l'Ourcq

### Personnalités liées à la commune
- Ernest Alby